# Jimmy Lyon (Pianist)
James Frederick „Jimmy“ Lyon (* 6. November 1921 in Morgan Village, Camden (New Jersey); † 28. November 1984 in New York City) war ein US-amerikanischer Jazzpianist.
Lyon ging in Collingwood in New Jersey zur Schule und arbeitete nach dem Wehrdienst im Zweiten Weltkrieg bei der Air Force als Pianist. Sein Haupteinfluss war Art Tatum. Er kam 1948 mit Tal Farlow und Buddy DeFranco von Philadelphia nach New York und spielte bei Gene Williams. Er begleitete June Christy und spielte in den Bands von Sam Donahue, Bobby Byrne und mit Benny Goodman. Ab 1953 hatte er ein eigenes Trio in New York, mit dem er im Blue Angel Jazz Club die auftretenden Musiker begleitete. 1970 bis 1978 begleitete er Mabel Mercer, mit der er zuerst 1958 eine Aufnahme gemacht hatte. Er begleitete auch die Sängerinnen Polly Bergen und Connie Haines.  Ab 1978 hatte er ein längeres Engagement als Pianist im Peacock Alley, der Piano Bar im Waldorf Astoria New York. Sein Repertoire bestand überwiegend aus dem Great American Song Book (Cole Porter, Jerome Kern, Richard Rodgers u. a.) entsprechend seiner langjährigen Tätigkeit als Begleiter von Sängerinnen. Er starb an Krebs.
Er nahm unter anderem mit Buddy DeFranco auf.